# Ballwin (Misuri)
Ballwin es una ciudad ubicada en el condado de San Luis en el estado estadounidense de Misuri. En el Censo de 2010 tenía una población de 30404 habitantes y una densidad poblacional de 1.305,64 personas por km².

## Geografía
Ballwin se encuentra ubicada en las coordenadas 38°35′42″N 90°33′0″O / 38.59500, -90.55000. Según la Oficina del Censo de los Estados Unidos, Ballwin tiene una superficie total de 23.29 km², de la cual 23.29 km² corresponden a tierra firme y (0%) 0 km² es agua.

## Demografía
Según el censo de 2010, había 30404 personas residiendo en Ballwin. La densidad de población era de 1.305,64 hab./km². De los 30404 habitantes, Ballwin estaba compuesto por el 89.34% blancos, el 2.46% eran afroamericanos, el 0.22% eran amerindios, el 5.6% eran asiáticos, el 0.03% eran isleños del Pacífico, el 0.63% eran de otras razas y el 1.72% pertenecían a dos o más razas. Del total de la población el 2.41% eran hispanos o latinos de cualquier raza.